# Contea di Tunchang
La contea di Tunchang (屯昌县S) è una contea della Cina, situata nella provincia di Hainan.